# Šnofl
Šnofl je priimek več znanih Slovencev:
- Aleš Šnofl (*1966), pozavnist
- Matej Šnofl (*1977), nogometaš
- Davorin Šnofl (*1980), nogometaš